# Anaea
Genre
Le genre Anaea regroupe des lépidoptères (papillons) appartenant à la famille des Nymphalidae et à la sous-famille des Charaxinae.

## Dénomination
- Le genre Anaea a été décrit par Jakob Hübner en 1819[1].
- L'espèce type est Papilio troglodyta (Fabricius).

### Synonymie
- Pyrrhanaea (Röber, 1888)[2]

## Caractéristiques
Ce genre est présent uniquement en Amérique.

## Liste des espèces et sous-espèces
- Anaea archidona, anciennement Coenophlebia archidona (Hewitson, [1860]) présent sur la côte Pacifique de l'Amérique du Sud.
- Anaea troglodyta (Fabricius, 1775) présent dans le sud de l'Amérique du Nord dont plusieurs des sous-espèces sont traitées comme si elles étaient des espèces à part entière.

## AutresCharaxinaeayant été nommésAnaea
- Consul electra (Westwood, 1850); synonyme Anaea electra
- Consul excellens (Bates, 1864); synonyme Anaea excellens
- Consul fabius (Cramer, [1775]); synonyme Anaea fabius
- Consul panariste (Hewitson, 1856); synonyme Anaea panariste
- Fountainea glycerium (Doubleday, [1849]); synonyme Anaea glycerium ; Godman & Salvin, [1884],
- Fountainea halice (Godart, [1824]); synonyme Anaea halice
- Fountainea nessus (Latreille, [1813]); synonyme Anaea nessus floridus Röber, 1926;
- Fountainea nobilis (Bates, 1864); synonyme Anaea nobilis ; Godman et Salvin, [1884],
- Fountainea ryphea (Cramer, [1775]); synonyme Anaea ryphea ; Godman et Salvin, [1884],
- Fountainea sosippus (Hopffer, 1874); synonyme Anaea strymon Weymer, 1890;et Anaea sosippus
- Hypna clytemnestra (Cramer, [1777]), synonyme Anaea clytemnestra
- Memphis acaudata (Röber, 1916); synonyme Anaea acaudata
- Memphis acidalia (Hübner, [1819]); synonyme  Anaea acidalia Hübner, [1819];
- Memphis alberta (Druce, 1876); synonyme Anaea alberta
- Memphis ambrosia (Druce, 1874); synonyme Anaea ambrosia
- Memphis anassa (C. & R. Felder, 1862); synonyme Anaea chorophila Röber, 1916;
- Memphis anna (Staudinger, 1897); synonyme Anaea anna Staudinger, 1897;
- Memphis appias (Hübner, [1825]); synonyme Anaea appias
- Memphis arginussa (Geyer, 1832); synonyme Anaea arginussa
- Memphis artacaena (Hewitson, 1869); synonyme Anaea artacaena ; Godman et Salvin, [1884],
- Memphis aulica (Röber, 1916); synonyme Anaea aulica Röber, 1916;
- Memphis aureola (Bates, 1866); synonyme Anaea aureola ; Godman & Salvin, [1884],
- Memphis beatrix (Druce, 1874); synonyme Anaea beatrix
- Memphis catinka (Druce, 1877); synonyme Anaea catinka
- Memphis cerealia (Druce, 1877); synonyme Anaea discophora Röber, 1924;
- Memphis cluvia (Hopffer, 1874); synonyme Anaea cluvia
- Memphis dia (Godman et Salvin, [1884]); synonyme  Anaea dia Godman et Salvin, [1884];
- Memphis forreri (Godman & Salvin, [1884]); synonyme Anaea forreri
- Memphis glauce (C. et R. Felder, 1862); synonyme Anaea glauce ; Godman et Salvin, [1884],
- Memphis herbacea (Butler et Druce, 1872); synonyme Anaea herbacea
- Memphis hedemanni (R. Felder, 1869); synonyme Anaea hedemanni
- Memphis hirta (Weymer, 1907); synonyme Anaea hirta Weymer, 1907; et Anaea purpurata Witt, 1972;
- Memphis laertes (Cramer, [1775]); synonyme Anaea laertes
- Memphis laura (Druce, 1877); synonyme Anaea laura
- Memphis lemnos (Druce, 1877); synonyme Anaea lemnos
- Memphis leonida (Stoll, [1782]); synonyme Anaea leonida
- Memphis lineata (Salvin, 1869); synonyme  Anaea lineata et Anaea magdalena Röber, 1916;
- Memphis lorna (Druce, 1877); synonyme Anaea lorna
- Memphis moeris (C. & R. Felder, [1867]); synonyme Anaea moeris
- Memphis moruus (Fabricius, 1775); synonyme Anaea moruus
- Memphis nenia (Druce, 1877); synonyme Anaea nenia
- Memphis oenomais (Boisduval, 1870); synonyme Anaea oenomais ; Godman et Salvin, [1884],
- Memphis otrere (Hübner, 1825); synonyme  Anaea otrere Hübner, 1825;
- Memphis pasibula (Doubleday, [1849]); synonyme Anaea aureola ; Godman et Salvin, [1884],
- Memphis perenna (Godman & Salvin, [1884]); synonyme Anaea perenna Godman & Salvin, [1884];
- Memphis philumena (Doubleday, [1849]); synonyme Anaea philumena
- Memphis pithyusa (R. Felder, 1869); synonyme Anaea pithyusa ; Godman et Salvin, [1884]
- Memphis polyxo (Druce, 1874); synonyme Anaea polyxo polyxena Röber, 1924;
- Memphis praxias (Hopffer, 1874); synonyme Anaea praxias
- Memphis proserpina (Salvin, 1869); synonyme Anaea proserpina ; Godman et Salvin, [1884],
- Memphis pseudiphis (Staudinger, 1887); synonyme Anaea pseudiphis Staudinger, 1887;
- Memphis verticordia (Hübner, 1824); synonyme Anaea verticordia Hübner, 1824;
- Memphis xenippa (Hall, 1935); synonyme Anaea xenippa
- Memphis xenocles (Westwood, 1850)Anaea xenocles ; Godman et Salvin, [1884];
- Polygrapha cyanea (Godman et Salvin, 1868); synonyme Anaea cyanea.
- Polygrapha suprema (Schaus, 1920); synonyme Anaea suprema Schaus, 1920;
- Polygrapha tyrianthina (Salvin & Godman, 1868); synonyme Anaea tyrianthina ;
- Polygrapha xenocrates (Westwood, 1850); synonyme Anaea xenocrates.
- Zaretis callidryas (R. Felder, 1869), synonyme Anaea opalina Godman et Salvin, [1884];
- Zaretis itys (Cramer, [1777]); synonyme Anaea itys.
- Zaretis syene (Hewitson, 1856); synonyme Anaea syene.

### Source
- « Anaea », sur funet.fi (consulté le 5 mars 2012)